# Querella de gluckistas y piccinnistas
La Querella de gluckistas y piccinnistas (en francés: Querelle des Gluckistes et des Piccinnistes) fue una polémica estética que dividió el mundo musical parisino entre 1775 y 1779 y enfrentó a los defensores de la ópera francesa (gluckistas) y los partidarios de la música italiana (piccinnistas).

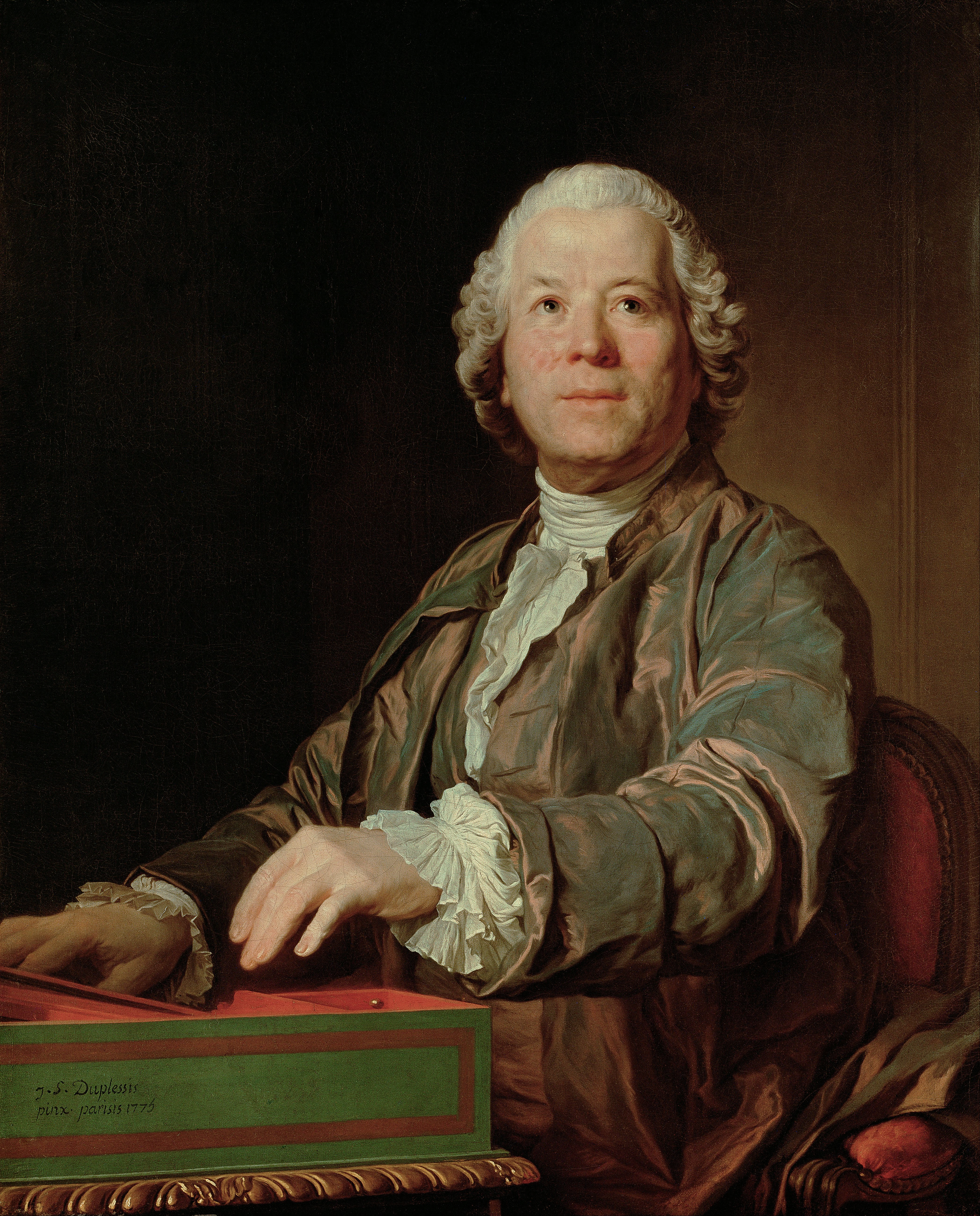
Christoph Willibald Gluck (1714-87).

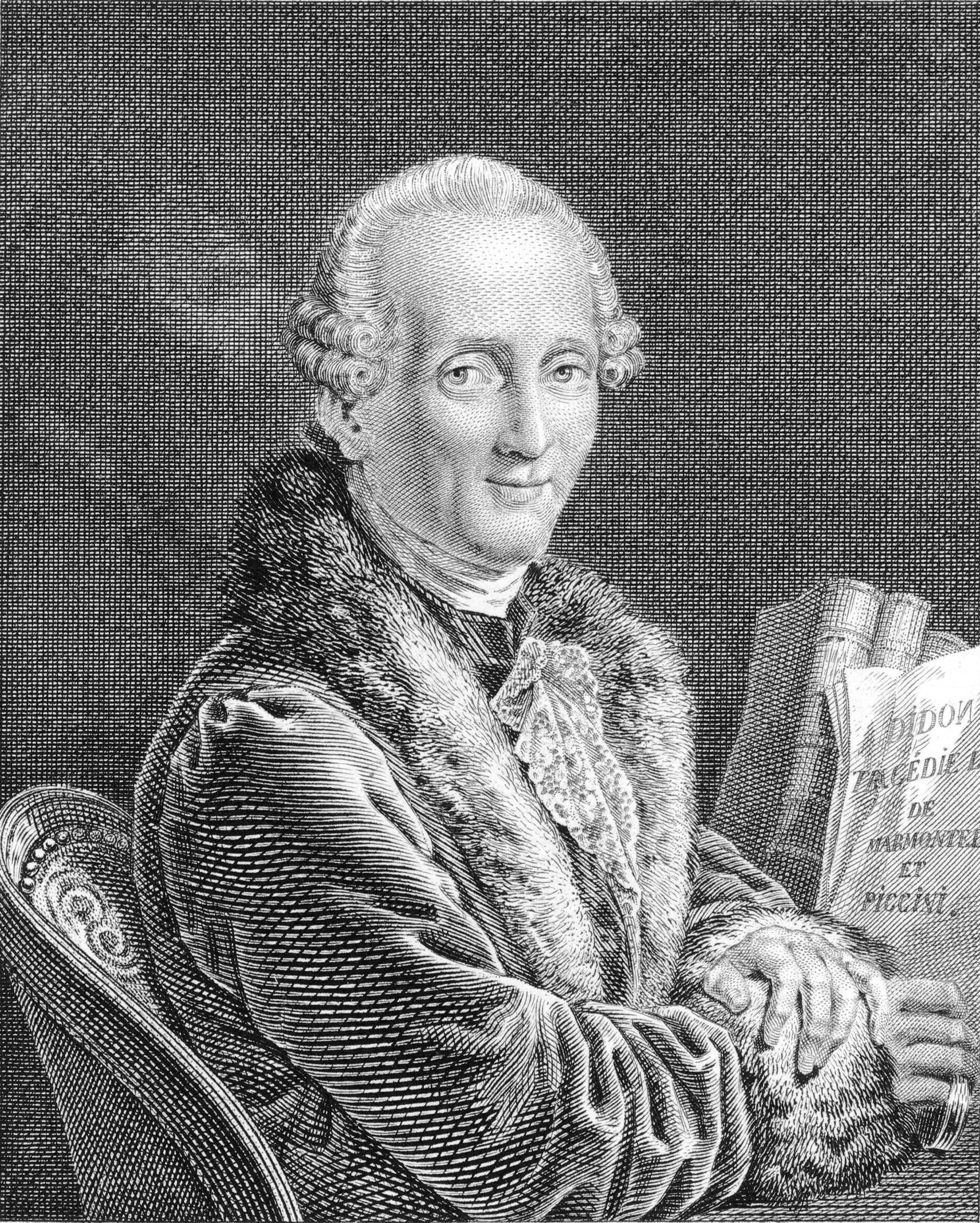
Niccolò Piccinni (1728-1800).

Opuestos a la estética gluckista, los partidarios de la música italiana, entre los que estaban La Harpe, Marmontel y d'Alembert, hicieron venir a París al compositor italiano Piccinni, que pensaban iba a rivalizar con Gluck (1776). Los compositores mismos no tomaron parte en la polémica, pero cuando Piccinni se puso a trabajar en el libreto de Quinault Roland (anteriormente utilizado por Lully) al que Gluck estaba también poniendo música, éste destruyó enteramente lo que había ya escrito. Gluck retomó entonces el libreto de Armide, igualmente de Quinault, sobre el que compuso una soberbia partitura que, pese a algunas dudas iniciales del público, le supuso finalmente un gran triunfo (1777). El Roland de Piccinni, estrenado el 27 de enero de 1778, tuvo también un gran éxito.
Finalmente, ambos compositores se enfrentaron en el mismo terreno: componer cada uno una partitura sobre el tema de Ifigenia en Táuride (pero con libretos diferentes). La obra de Gluck fue llevada en primer lugar a las fuentes bautismales (18 de mayo de 1779) y le reportó un enorme éxito, el mayor de toda la carrera del compositor. Los gluckistas vieron en ella una victoria decisiva. Sin embargo, el cocinado fracaso de Écho et Narcisse (24 de septiembre de 1779), la última ópera de Gluck, marcó duramente al compositor, que decidió dejar definitivamente París y retirarse a Viena.
La Ifigenia en Táuride de Piccinni fue estrenada dos años después de su composición (23 de enero de 1781) y no tuvo éxito. La querella, que pareció siempre haber tenido ventaja para Gluck, se extinguió finalmente sin un verdadero vencedor.
Aunque la lucha había sido encarnizada entre los defensores de cada parte, los dos compositores, puestos en rivalidad por sus partidarios, se admiraban profundamente. Piccinni, de naturaleza discreta y poco combativa, fue de hecho extraño a toda intriga, no deseando más que el ejercicio de su arte, mientras que Gluck tomó una parte más directa en esta guerra de partituras.